# Carn an Truagh

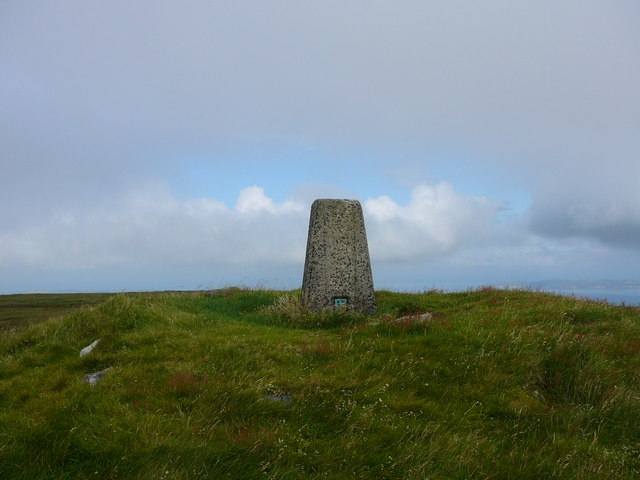
Trigonometrischer Punkt auf dem Carn an Truagh

Der etwa vier Meter hohe Steinhügel Carn an Truagh (auch englisch Cairn of Woe oder Cairn of Sorrow genannt) auf dem 514 m hohen Knocklayd (irisch Cnoc Leithid) im Townland von Tavnaghboy in der Nähe von Armoy im County Antrim in Nordirland hat etwa 20,0 Meter Durchmesser. Er steht als Scheduled Monument unter Denkmalschutz.
Der Steinhügel auf dem Knocklayd enthält fast sicher ein Passage Tomb, aber es gibt keine äußeren Anzeichen seiner Innenstruktur und keine Ausgrabung. Er besteht aus weißem Quarz, der von einer Schicht aus Torf und Gras bedeckt wird. Auf der Süd- und Westseite haben die vorherrschenden Winde die Steine des Hügels und einen Teil des Randsteinrings freigelegt. Der Randsteinring wird nicht durch in den Boden gesetzte Steine gebildet, sondern durch Steine, die gegen den Steinhügel gelegt wurden.
In der Nähe stehen die Menhire von Duncarbit.